# 緑野原迷宮
『緑野原迷宮 〜Sparkling Phantom〜』（りょくのはらラビリンス スパークリングファントム）は、1990年5月25日にビクター音楽産業（現：ビクターエンタテインメント）より発売されたOVA。
原作は星野架名の代表作『緑野原学園』シリーズの一作『弘樹〜春先迷路』。

## ストーリー
今西弘樹と時野彼方は緑野原学園高校に通う親友同士であった。ある日、弘樹は車道に出た少女を救おうとしてトラックに跳ねられてしまい、彼方が事故現場に急行したときにはすでに弘樹は絶命していた。
だが眼前で死んだはずの弘樹が蘇生。弘樹が生き返ったことに喜ぶ彼方だが、実はこの事件の陰には、愛に飢えた悪霊少女ファーレ・ルウの暗躍があった。
弘樹と彼方の友情・絆を中心に仲間との交流、思春期の揺らぎをSF的幻想的に描く。ニアホモめいた表現はあるがボーイズラブ作品ではない。

## 登場人物

### 主要人物
今西 弘樹（イマニシ ヒロキ）
声 - 関俊彦
本作の主人公。緑野原学園高2年生。正義感が強く快活な好男子だが、エリート一家からはみ出した元不良少年。宇宙飛行士を目指しているが、勉強は苦手。同じく一家のはみだし者である姉・彩子（アヤコ）と二人暮らし。
時野 彼方（トキノ カナタ）
声 - 山口勝平
本作のもう一人の主人公。弘樹の幼馴染にして「腐れ縁」の親友。顔だけ見れば美少女と間違えられる美少年だが、見かけに反して喧嘩慣れしており腕っ節は強い。弘樹と共に緑野原学園で起きる不思議な事件の中心にいることが多い。

### 弘樹と彼方を取り巻く女性達
ファーレ・ルウ
声 - 西原久美子
事件の元凶となった少女霊。
吉川 笛子（ヨシカワ フエコ）
声 - 木村真紀
弘樹と彼方の1年次からのクラスメートの少女。2人の間で心が揺れる。
霧子 オルローワ（キリコ オルローワ）
声 - 篠原恵美
弘樹と彼方の1年次からのクラスメートで、笛子の親友。

### 弘樹と彼方を取り巻く男性達
高橋 秀一（タカハシ シュウイチ）
声 - 安倍敦
弘樹と彼方の1年次からのクラスメートで、映画監督を目指している少年。
飯島 正義（イイジマ マサヨシ）
声 - 津久井教生
弘樹と彼方の2年次からのクラスメートで、彼方に恋する少年（ただし同性愛者ではなく、少女として理想的な彼方の容姿と彼の人格に惚れ込んでいる）。気が強く喧嘩も強い方だが弘樹や彼方には敵わない。

## スタッフ
- 原作、漫画、キャラクター監修 - 星野架名
- 企画 - 桜井裕子
- プロデューサー - 三浦亨、仙田勇
- 監督・絵コンテ・キャラクターデザイン・作画監督 - 垣野内成美
- 美術監督 - 平城徳浩
- 撮影監督 - 小西一廣
- 音響監督 - 岩浪美和
- 音楽 - 国本佳宏
- 色彩設定 - 高安代利子
- 編集 - 掛須秀一
- アニメーション制作 - AIC
- 製作 - 生明俊雄

## 主題歌
オープニングテーマ「緑野原座フライト・プラネット[緑野原迷宮編]」
作詞 - サエキけんぞう / 作曲 - 国本佳宏 / 歌 - 杉本直子
エンディングテーマ「My Home Town」
作詞 - 松尾由紀夫 / 作曲 - 国本佳宏 / 歌 - 木村真紀

## 関連商品

### イメージアルバム
- 「緑野原座フライト・プラネット」（1987年7月21日 ビクターエンタテインメント B000064WF2）
- 「緑野原迷宮」（1990年3月21日 ビクターエンタテインメント B000064WVU）